# Niccolò Macii
Niccolò Macii (Milán, 18 de octubre de 1995) es un deportista italiano que compite en patinaje artístico, en la modalidad de parejas.
Ganó dos medallas de bronce en el Campeonato Mundial de Patinaje Artístico sobre Hielo, en los años 2023 y 2025, y dos medallas en el Campeonato Europeo de Patinaje Artístico sobre Hielo, en los años 2023 y 2025.

## Palmarés internacional
| Campeonato Mundial | Campeonato Mundial      | Campeonato Mundial | Campeonato Mundial |
| Año                | Lugar                   | Medalla            | Categoría          |
| ------------------ | ----------------------- | ------------------ | ------------------ |
| 2023               | Saitama (Japón)         | Medalla de bronce  | Parejas            |
| 2025               | Boston (Estados Unidos) | Medalla de bronce  | Parejas            |
| Campeonato Europeo |                         |                    |                    |
| Año                | Lugar                   | Medalla            | Categoría          |
| 2023               | Espoo (Finlandia)       | Medalla de oro     | Parejas            |
| 2025               | Tallin (Estonia)        | Medalla de plata   | Parejas            |